# Kevin Spacey
Kevin Spacey Fowler (ur. 26 lipca 1959 w South Orange) – amerykański aktor, reżyser, producent filmowy i komik, od 2004 dyrektor artystyczny teatru The Old Vic w Londynie. Dwukrotny zdobywca Oscara.

## Życiorys

### Wczesne lata
Ma korzenie szwedzkie i angielskie. Urodził się w South Orange w stanie New Jersey jako najmłodszy z trójki dzieci pisarza technicznego Lockheed Corporation – Thomasa Geoffreya Fowlera i sekretarki pochodzenia brytyjskiego Kathleen Ann (z domu Knutson) Fowler. Z powodu charakteru pracy ojca, wkrótce po jego narodzinach wraz z rodzicami i starszym rodzeństwem, siostrą Julie Ann i bratem Randym B. Fowlerem, który był parodystą Roda Stewarta, osiedlił się w południowej Kalifornii. W wieku 5 lat, zainteresował się światem kina: filmami z Henrym Fondą i dowcipami Humphreya Bogarta. Był dzieckiem sprawiającym problemy. Dlatego po tym, jak zapalił drewniany domek siostry został wysłany do Akademii Militarnej w Northridge, lecz po kilku miesiącach został wydalony z powodu nieustannego łamania obowiązujących tam przepisów.
W 1977 ukończył Chatsworth High School w San Fernando Valley. Na swoim ostatnim roku wystąpił jako kapitan von Trapp w musicalu Ernesta Lehmana Dźwięki muzyki (The Sound of Music) z Valem Kilmerem i Mare Winningham. Przez krótki czas uczęszczał do Los Angeles Valley College. Znalazł pracę jako sprzedawca, występował w kabaretach w klubach nocnych. W tym czasie pasjonował się też boksem. Niebawem poznał Robina Williamsa. Zachęcony przez swojego przyjaciela Vala Kilmera, osiadł w Nowym Jorku, gdzie przez dwa lata studiował aktorstwo w Juilliard School.

### Kariera
W 1981, podczas New York Shakespeare Festival, po raz pierwszy pojawił się na profesjonalnej scenie jako posłannik w przedstawieniu Henryk VI. Od 30 sierpnia do 2 października 1982 na Broadwayu grał rolę Oswalda Alvinga w Henrika Ibsena Upiory z Liv Ullmann. W 1986 podjął współpracę ze swoim idolem i przyszłym mentorem, Jackiem Lemmonem.

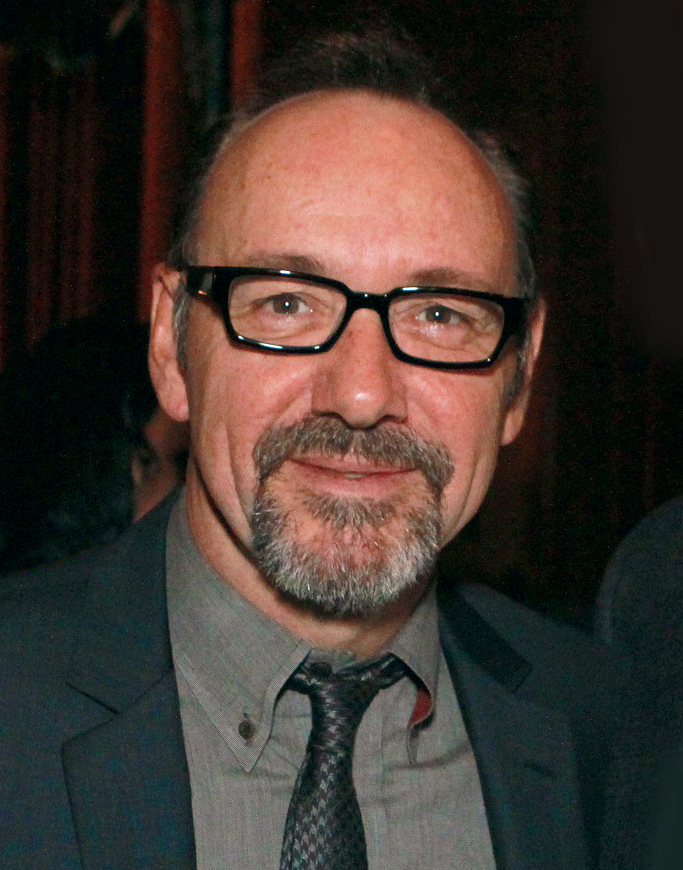
Kevin Spacey (2011)

Zadebiutował na kinowym ekranie w roli złodzieja w metrze w komediodramacie Mike’a Nicholsa Zgaga (Heartburn, 1986) z Jackiem Nicholsonem i Meryl Streep. Wkrótce grał drugoplanowe role w dramacie Daniela Petrie Pogrzeb wikinga (Rocket Gibraltar, 1988) z Burtem Lancasterem, Patricią Clarkson i Macaulayem Culkinem, komedii Pracująca dziewczyna (Working Girl, 1988) z Melanie Griffith, Harrisonem Fordem i Sigourney Weaver, komedii Arthur Hiller Nic nie widziałem, nic nie słyszałem (See No Evil, Hear No Evil, 1989) z Richardem Pryorem i Gene Wilderem, dramacie Tato (Dad, 1989) z Jackiem Lemmonem i Tedem Dansonem. W serialu kryminalnym CBS Cwaniak (Wiseguy, 1988) z Kenem Wahlem wystąpił jako pucołowaty złoczyńca Mel Profitt.
W 1991 został uhonorowany Tony Award i Drama Desk Award za sceniczną kreację Louie w komedii Neila Simona Zagubieni w Yonkers. Na ekranie natomiast grał złowrogiego menadżera biura w Glengarry Glen Ross (1992), sadystycznego hollywoodzkiego wykonawcę w czarnej komedii Szkoła Buddy’ego (Swimming with Sharks, 1994) i mordercę, który zabija tych, którzy w jego mniemaniu popełnili jeden z siedmiu grzechów głównych w dreszczowcu Davida Finchera Siedem (Se7en, 1995). Za kreację naocznego świadka zbrodni Rogera „Pleciucha” Kinta w filmie kryminalnym Bryana Singera Podejrzani (The Usual Suspects, 1995) otrzymał Oscara dla aktora w roli drugoplanowej 96.
W nawiązującym do poetyki kina noir thrillerze Tajemnice Los Angeles (L.A. Confidential, 1997) wystąpił jako błyskotliwy detektyw Jack Vincennes. W dramacie kryminalnym Clinta Eastwooda Północ w ogrodzie dobra i zła (Midnight in the Garden of Good and Evil, 1997) wcielił się w podejrzanego o morderstwo zamożnego kupca Jima Williamsa. Potem można go było zobaczyć w filmach: Negocjator (The Negotiator, 1998), Podaj dalej (2000), K-PAX (2001), Kroniki portowe (2001) i Życie za życie (2003).
W 2000 zdobył swego drugiego Oscara za rolę w filmie American Beauty (Aktor w roli głównej).
W 2003 objął funkcję dyrektora artystycznego teatru Old Vic w Londynie, jednej z najstarszych scen w brytyjskiej stolicy, i jednocześnie szefa przedsiębiorstwa zarządzającego tym obiektem. Jego kontrakt obejmuje występy aktorskie w co najmniej dwóch premierach rocznie oraz dodatkową pracę w charakterze reżysera. W 2006 oświadczył, że jego związek z Old Vic potrwa jeszcze co najmniej dziewięć lat i zamierza przyjąć brytyjskie obywatelstwo, gdy tylko spełni odpowiednie kryteria.
W 2013 przyjął rolę kongresmena Francisa „Franka” Underwooda w serialu House of Cards, za którą zdobył Złoty Glob (2015) i Nagrodę Gildii Aktorów Ekranowych (2016). Od września 2013 występował w kampanii reklamowej Banku Zachodniego WBK.
W 2014 użyczył głosu i twarzy jednej z głównych postaci w grze Call of Duty: Advanced Warfare.
16 czerwca 2016 został odznaczony Orderem Imperium Brytyjskiego.

## Życie prywatne
Spotykał się z Jennifer Jason Leigh, April Winchell (1976), Dianne Dreyer (1992–2000) i Ashleigh Banfield (2014).
W październiku 2017 aktor i działacz na rzecz ruchów LGBT Anthony Rapp oskarżył Spaceya o molestowanie seksualne w 1986, kiedy Rapp miał 14 lat. W odpowiedzi Spacey ujawnił, że miał intymne związki zarówno z kobietami, jak i z mężczyznami, i wydał oświadczenie, w którym identyfikuje się jako homoseksualista. W lipcu 2018 Guy Pearce podczas wywiadu w australijskiej telewizji zasugerował, że Kevin Spacey był natarczywy i niewłaściwie go dotykał na planie filmu Tajemnice Los Angeles w 1997. W 2020 Rapp oraz "C.D" złożyli drugi pozew przeciwko aktorowi zaznaczając w pozwie, że doznali poważnych uszczerbków na zdrowiu psychicznym. W październiku 2022 aktor został oczyszczony ze wszystkich zarzutów wystosowanych przez Rappa. W czerwcu 2023 ruszył w Londynie kolejny proces, w którym aktor został oskarżony o cztery napaści seksualne, których miał dopuścić się na terenie Wielkiej Brytanii w latach 2001–2013.
26 lipca 2023 został przez sąd uniewinniony i oczyszczony ze wszystkich zarzutów.

## Filmografia

### Aktor
- 1986: Zgaga (Heartburn) jako złodziej z metra
- 1987–1990: Wiseguy jako Mel Profitt (1988)
- 1987: Long Day's Journey Into Night jako James „Jamie” Tyrone Jr.
- 1988: Pracująca dziewczyna (Working Girl) jako Bob Speck
- 1988: Pogrzeb wikinga (Rocket Gibraltar) jako Dwayne Hanson
- 1988: Zabójstwo Mary Phagan (The Murder of Mary Phagan) jako Wes Brent
- 1989: Tato (Dad) jako Mario
- 1989: Nic nie widziałem, nic nie słyszałem (See No Evil, Hear No Evil) jako Kirgo
- 1990: Fall from Grace jako Jim Bakker
- 1990: Henry i June (Henry & June) jako Richard Osborn
- 1990: Pokaz siły (A Show of Force) jako Frank Curtin
- 1990: Dopóki o mnie pamiętacie (When You Remember Me) jako Wade
- 1991: Mecenas Darrow (Darrow) jako Clarence Darrow
- 1992: Tolerancyjni partnerzy (Consenting Adults) jako Eddy Otis
- 1992: Glengarry Glen Ross jako John Williamson
- 1994: Szkoła Buddy’ego (Swimming with Sharks) jako Buddy Ackerman
- 1994: Spec (The Ref) jako Lloyd Chasseur
- 1994: Działo zagłady (Doomsday Gun) jako Price
- 1994: Żelazna wola (Iron Will) jako Harry Kingsley
- 1995: Siedem (Seven) jako John Doe
- 1995: Podejrzani (The Usual Suspects) jako Roger Verbal Kint
- 1995: Epidemia (Outbreak) jako Casey Schuler
- 1996: Sposób na Szekspira (Looking for Richard) jako Buckingham
- 1996: Czas zabijania (A Time to Kill) jako Rufus Buckley
- 1997: Północ w ogrodzie dobra i zła (Midnight in the Garden of Good and Evil) jako Jim Williams
- 1997: Tajemnice Los Angeles (L.A. Confidential) jako Jack Vincennes
- 1998: Harmider (Hurlyburly) jako Mickey
- 1998: Negocjator (The Negotiator) jako Chris Sabian
- 1998: Dawno temu w trawie (A Bug's Life) jako Hopper (głos)
- 1999: Transakcja (The Big Kahuna) jako Larry Mann
- 1999: American Beauty jako Lester Burnham
- 2000: Przyzwoity przestępca (Ordinary Decent Criminal) jako Michael Lynch
- 2000: Podaj dalej (Pay It Forward) jako Eugene Simonet
- 2001: Kroniki portowe (The Shipping News) jako Quoyle
- 2001: K-PAX jako prot/Robert Porter
- 2002: The Tower of Babble jako narrator
- 2003: Życie za życie (The Life of David Gale) jako dr David Gale
- 2003: Odmienne stany moralności (The United States of Leland) jako Albert Fitzgerald
- 2004: Wielkie życie (Beyond the Sea) jako Bobby Darin
- 2005: Edison jako Wallace
- 2006: Superman: Powrót (Superman Returns) jako Lex Luthor
- 2006: The Interrogation of Leo and Lisa jako Śledczy
- 2007: Fred Claus, brat świętego Mikołaja (Fred Claus) jako Clyde
- 2008: 21 jako profesor Micky Rosa
- 2008: Decydujący głos (Recount) jako Ron Klain
- 2008: Telstar jako major Banks
- 2009: Całe życie z wariatami (Shrink) jako dr Henry Carter
- 2009: Moon jako Gerty (głos)
- 2009: Człowiek, który gapił się na kozy (The Men Who Stare at Goats) jako Larry Hooper
- 2010: W krainie pieniądza (Casino Jack) jako Jack Abramoff
- 2010: Father of Invention jako Robert Axle
- 2011: Szefowie wrogowie (Horrible Bosses) jako Dave Harken
- 2011: Chciwość (Margin Call) jako Sam Rogers
- 2011: My Least Favorite Career jako Harken
- 2011: The Organ Grinder's Monkey jako Grubas
- 2011: Nierozłączni (Xing Ying Bu Li) jako Chuck
- 2012: Envelope jako Evgeniy
- 2012: The Ventriloquist jako Frank
- 2012: Spirit of a Denture jako Dr Robert Middling
- 2013: House of Cards (serial) jako Frank Underwood
- 2014: NOW: In the Wings on a World Stage jako Ryszard, książę Gloucester
- 2014: Szefowie wrogowie 2 (Horrible Bosses 2) jako Dave Harken
- 2016: Jak zostać kotem? (Nine Lives) jako Tom Brand
- 2016: Elvis & Nixon jako Richard Nixon
- 2017: Baby Driver jako Doc
- 2017: Wszystkie pieniądze świata (All the Money in the World) jako Jean Paul Getty (sceny usunięte)
- 2017: Zbuntowany w zbożu (Rebel in the Rye) jako Whit Burnett
- 2018: Klub miliarderów (Billionaire Boys Club) jako Ron Levin
- 2020: Gore jako Gore Vidal

### Reżyser
- 1996: Biały aligator (Albino Alligator)
- 2004: Wielkie życie (Beyond the Sea)

### Gry komputerowe
- 2006: Superman Returns jako Lex Luthor
- 2014: Call of Duty: Advanced Warfare jako Jonathan Irons

## Nagrody
- Nagroda Akademii Filmowej
  - Najlepszy aktor drugoplanowy: 1996 Podejrzani
  - Najlepszy aktor pierwszoplanowy: 2000 American Beauty
- Nagroda BAFTA Najlepszy aktor pierwszoplanowy: 2000 American Beauty
- Nagroda Gildii Aktorów Ekranowych
  - Najlepszy aktor w roli głównej: 2000 'American Beauty
  - Najlepszy filmowy zespół aktorski: 2000 American Beauty
- Stowarzyszenie Krytyków Filmowych z Florydy (FFCC) 1995: NYFCC – Najlepszy aktor drugoplanowy za Epidemia (1995), Siedem (1995), Szkoła Buddy’ego(1994) oraz FFCC 1999: Najlepszy aktor za American Beauty
- Stowarzyszenie Krytyków Filmowych z Chicago (CFCA) 1997: Najlepszy aktor drugoplanowy za Tajemnice Los Angeles (1997) oraz 1999: Najlepszy aktor za American Beauty
- National Board of Review 1995: Najlepszy aktor drugoplanowy za Podejrzani (1995)
- Internetowe Towarzystwo Krytyków Filmowych (OFCS) 1999: Najlepszy aktor za American Beauty
- Bostońskie Stowarzyszenie Krytyków Filmowych 1995: Najlepszy aktor drugoplanowy za Podejrzani (1995) oraz 1997: Najlepszy aktor drugoplanowy za Tajemnice Los Angeles (1997)
- Amerykański Instytut Filmowy 2003: Lista 100 największych bohaterów i złoczyńców wszech czasów (rok 2003) – II – 048. miejsce wśród złoczyńców za Podejrzani (1995) – Verbal Kint[27]